# Лукашев Олександр Анатолійович
Олександр Анатолійович Лукашев (нар. 1 квітня 1976, м. Антрацит, Луганська область) — український юрист, політик. Народний депутат України 9-го скликання. Перший заступник голови Комітету Верховної Ради з питань освіти, науки та інновацій.

## Життєпис
Освіта вища.
Доктор юридичних наук, професор кафедри фінансового права Національного юридичного університету імені Ярослава Мудрого (м. Харків).
Депутат Верховної Ради України 9 скликання на обраний від партії «Опозиційна платформа — За життя» (виборчий округ № 113, Білокуракинський, Кремінський, Сватівський, Старобільський, Троїцький райони, частина Новоайдарського району). Перший заступник голови Комітету з питань освіти, науки та інновацій. 
2022 року із забороною ОПЗЖ, вступив до новоствореної групи "Відновлення України". 

## Критика
Під час виборів до Верховної Ради у 2019 році займався роздачею цукру потенційним виборцям.
Будучи депутатом, брав участь у шоу, відстоював необхідність дотримання Мінських угод та проведення «спершу вибори на непідконтрольних територіях, а вже потім — контроль над кордоном».  2020 року став одним із ініціаторів подання до Конституційного суду щодо відповідності Конституції низки положень антикорупційного законодавства, завдяки рішенню суду відповідальність за недостовірне декларування та саме електронне декларування було скасовано.